# Route 3 (Ontario)
Pour les articles homonymes, voir Route 3.
La route 3 est une route provinciale de l'Ontario reliant Windsor à Fort Erie. Elle mesure 272 kilomètres au total (route provinciale).

## Description du tracé
La 3 comporte 3 sections:

### Section 1: entreWindsoretLeamington

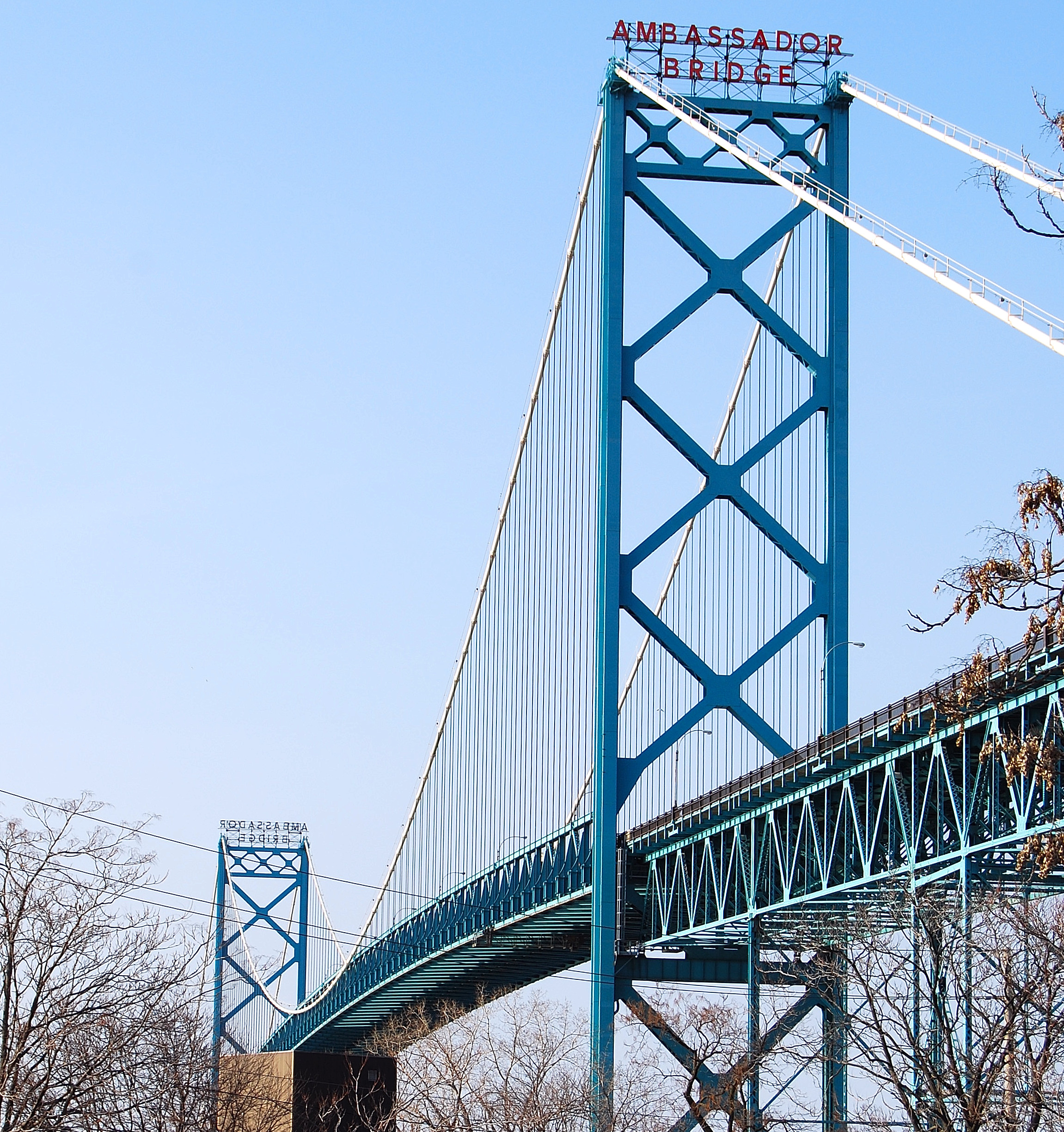
l'Ambassador Bridge, reliant Windsor à Détroit.

La route 3 commence sur l'Ambassador Bridge à la frontière des États-Unis vers Détroit. Dans Windsor, elle porte le nom de Huron Church Road et est un boulevard urbain à quatre voies divisées. La section entre l'autoroute 401 et le pont est extrêmement achalandée car c'est le seul lien direct entre le pont et la 401.
Après avoir croisé la 401, elle se dirige vers le sud-est en passant près de Maidstone et Essex. Elle bifurque ensuite vers l'est pendant huit kilomètres jusqu'à la route 77, à Leamington, où se termine la première section de la route 3. Cette section mesure 56 kilomètres.

### Section 2: entreSt ThomasetPort Colborne
La deuxième section de la route 3commence au nord de St Thomas sur l'extrémité sud de la Route 4. Elle contourne ensuite St Thomas par le nord-est en possédant une toute petite section étant une autoroute à 2 voies. Elle se dirige ensuite vers l'est et vers le nord-est en passant près d'Aylmer, de Tillsonburg, de Courtland et de Delhi. Elle se dirige vers le sud pendant une courte période après Delhi avant de se rediriger vers l'est en passant près de Simcoe, Jarvis, Cayuga, Dunnville. Au sud de Fenwick, elle se dirige vers le sud pendant 7 kilomètres avant de se rediriger encore une fois vers l'est jusqu'â Port Colborne. C'est à sa jonction avec la Route 58 que la deuxième section de la route 3 prend fin. Cette section mesure au total 194 kilomètres. 
Dans Port Colborne, la route 3 est une route locale.

### Section 3: entrePort ColborneetFort Erie
La dernière section de la 3 commence sur la Route 140 à l'est de Port Colborne. Elle se dirige vers l'est en suivant la rive nord du Lac Érié jusqu'à sa jonction avec Rose Hill Rd., terminus est de la route 3. Cette section mesure 21 kilomètres. 

## Intersections Principales
| Route 3       |     |                      |                              |                                                             |
| ville         | km  | intersection         | destinations (vers)          | notes                                                       |
| Windsor       | 6   | E. C. Row Expressway | Windsor, Belle River         | Jonction avec une autoroute (échangeur)                     |
| Windsor       | 16  | Autoroute 401 est    | London, Toronto              | Début de la 401                                             |
| Leamington    | 56  | Route 77             | Leamington, Comber, Tillbury | Fin de la section 1                                         |
| St Thomas     | 56  | Route 4 nord         | London                       | début de la section 2                                       |
| Tillsonburg   | 107 | Route 19 nord        | Woodstock                    |                                                             |
| Simcoe        | 144 | Route 24 nord        | Cambridge, Kitchener         |                                                             |
| Jarvis        | 161 | Route 6              | Port Dover, Hamilton         |                                                             |
| Port Colborne | 250 | Route 58 nord        | Welland, St Catharines       | fin de la section 2                                         |
| Port Colborne | 250 | Route 140 nord       | Welland                      | début de la section 3/fin de la section 3 sur Rose Hill Rd. |